# سامسونگ اکسپرینس
سامسونگ اکسپرینس (انگلیسی: Samsung Experience) یک رابط کاربری مبتنی بر اندروید است که برای دستگاه‌های سامسونگ گلکسی عرضه شد. نخستین نسخهٔ سامسونگ اکسپرینس بر پایهٔ اندروید نوقا بود و در اواخر ۲۰۱۶ برای سامسونگ گلکسی اس۷ عرضه شد. این رابط کاربری در زمان عرضهٔ اندروید پای جای خود را به وان یوآی داد.

## نسخه‌ها

### سامسونگ اکسپرینس ۸ اس‌ئی
این نسخه اولین بار بر روی گلکسی اس۷ در اندروید ۷ تست شد.
در این نسخه ما با رابط کاربری و نرم‌افزارهای فراوانی رو به رو هستیم.
ویژگی‌ها:
1. بازطراحی رابط کاربری و نرم‌افزارها
2. روان شدن و حذف برنامه‌های اضافه و سنگین
3. نزدیک شدن طراحی رابط کاربری نوار به متریال دیزاین
4. اضافه شدن ویژگی‌های نرم‌افزاری جدید
5. و ۱۰ ویژگی جدید دیگر که باید به آنها اشاره کرد.

### سامسونگ اکسپرینس ۸٫۱
این نسخه رسماً با رونمایی گلکسی اس۸ وارد بازار شد.
این نسخه ادامه بهبودهای اکسپرینس ۸ بود که در آن با بازطراحی آیکون‌ها و بازطراحی دربارهٔ نرم‌افزار و بهبودهای دیگر بود.
ویژگی‌ها:
1. باز طراحی لانچر
2. بازطراحی آیکون‌ها
3. اضافه شدن همیار کیبورد

### سامسونگ اکسپرینس ۸٫۵
این نسخه همزمان با ورود گلکسی نوت ۸ وارد بازار شد.
این نسخه دارای بهبودهایی بود از جمله:
1. قابلیت دو برنامه ای در ایج پنل
2. باز طراحی رابط اس پن
3. اضافه شدن پیام زنده

### سامسونگ اکسپرینس ۹
این نسخه با ورود اندروید اوریو به اس۷ و اس۸ وارد گوشی‌های سامسونگ شد.
در این نسخه المان‌های طراحی جدیدی به گوشی‌های گلکسی اضافه شده‌است و سرعت نرم‌افزار نیز به شدت سریع شده‌است.
این نسخه امکانات فراوانی را با خود به همراه داشته‌است از جمله:
1. اعلانات نقطه ای
2. تغییر رنگ پوشه‌ها
3. المان‌های کاربردی
4. بازطراحی تنظیمات (اضافه شدن نوار جستجو و پروفایل به صفحه اصلی تنظیمات)
5. تغییرات دیگر

### سامسونگ اکسپرینس ۹٫۵
این نسخه با رونمایی از نوت ۹ عرضه شد.
بهبودهای این نسخه بیشتر بر روی بیکسبی تمرکز دارند.
1. گفتگوی طبیعی بیکسبی
2. توصیه‌های فردی بیکسبی
3. زمان پاسخ سریعتر
4. پشتیبانی از اوبر هیل
5. پشتیبانی از ایموجی ۱۱٫۰

### سامسونگ اکسپرینس ۱۰
سامسونگ اکسپرینس ۱۰ نسخهٔ بتای رابط کاربری وان یوآی بود که در نوامبر ۲۰۱۸ منتشر شد.